# Ulrika Knape
Ulrika Margareta Knape (-Lindberg) est une plongeuse suédoise née le 26 avril 1955 à Göteborg.

## Carrière
Elle est sacrée championne olympique en plateforme à 10 mètres et vice-championne olympique en tremplin aux Jeux olympiques d'été de 1972 à Munich et médaillée d'argent en plateforme aux Jeux olympiques d'été de 1976 à Montréal. Elle est également championne d'Europe en tremplin et en plateforme en 1974 à Vienne. Aux Championnats du monde, elle est médaillée d'or en plateforme et médaillée d'argent en tremplin en 1973 à Belgrade et médaillée de bronze en plateforme en 1975 à Cali.
Elle intègre l'International Swimming Hall of Fame en 1982.
Elle est mariée au plongeur suédois Mathz Lindberg et est la mère de la plongeuse Anna Lindberg.